# Hodenc-l'Évêque
Hodenc-l'Évêque è un comune francese di 241 abitanti situato nel dipartimento dell'Oise della regione dell'Alta Francia.

## Società

### Evoluzione demografica
Abitanti censiti